# Валентинер, Макс
Кристиан Август Макс Альман Валентинер (нем. Christian August Max Ahlmann Valentiner; 15 декабря 1883, Тённер, Шлезвиг-Гольштейн, Королевство Пруссия — 19 июля 1949, Сённерборг, Дания) — немецкий морской офицер, командир подводных лодок в Первой мировой войне. Третий из самых результативных командиров подводных лодок. Награждён прусским орденом «За заслуги».

## Начало карьеры
В возрасте 18 лет 1 апреля 1902 года Валентинер поступил во флот кадетом. 15 августа 1902 года он спас утопающего юнгу в гавани Свинемюнде и получил первую из множества наград — медаль за спасение жизни (нем. Rettungsmedaille).
29 сентября 1905 года Валентинер был произведен в лейтенанты-цур-зее. В 1907 году получил назначение на броненосец «Брауншвейг». Год спустя получил звание оберлейтенант-цур-зее. С 1908 по 1910 год был командиром роты в Первом матросском артиллерийском отряде в Киле. Получив назначение на спасательное судно «Вулкан», 17 января 1911 года Валентинер спас 30 человек из экипажа затонувшей в гавани Киля подводной лодки «U-3», выведя их через торпедный аппарат. Среди спасённых были Отто Веддиген, позднее знаменитый командир подводной лодки «U-9», и Пол Кларрендорф, начальник управления по приёмке подводных лодок (нем. U-boot-Abnahmekommando) в Киле. За спасательную миссию Валентинер получил орден Короны 4-го класса.
1 июля 1911 года Валентинер принял командование новой подводной лодкой «U-10». В качестве командира подводной лодки он продемонстрировал невероятные мастерство и смелость, «потопив» на манёврах несколько кораблей учебными торпедами, оставшись незамеченным. Его показательные действия буквально изменили немецкое видение подводной войны.
22 марта 1914 года Валентинер был произведён в капитан-лейтенанты и через девять дней стал преподавателем в подводной школе в Киле. Он занимал эту должность до начала Первой мировой войны.

## Первая мировая война
Когда началась Первая мировая война, Валентинер принял командование подводной лодкой «U-3», с которой он три года назад спас 30 человек от смерти. Первым боевым заданием было потопить российские военные корабли в Балтийском море, но кампания провалилась и Валентинер был освобожден от командования 27 октября 1914 года. После чего был вызван в Берлин, где объяснил гроссадмиралу принцу Генриху причину неудачи использованием устаревших подводных лодок. Принц был в ярости и отослал его.
Возвратившись в Киль, Валентинер с удивлением узнал, что назначен командиром новейшей подводной лодки «U-38». Ему также было позволено выбрать себе офицеров в подводной школе. С 20 октября по 11 ноября 1915 года «U-38» перешла в Средиземное море, потопив 8 ноября 1915 года «U-38» итальянское пассажирское судно «Анкона». Более 200 человек погибли. Подводная лодка Валентинера вошла в состав Второй полуфлотилии подводных лодок в Каттаро флотилии «Пола» (нем. 2. U-Halbflottille/U-Flottille Pola).
30 декабря 1915 года у Крита «U-38» потопила без предупреждения пассажирское судно «Персия», 343 человека погибли. Потоплением «Персии» было нарушено обязательство германского правительства по смягчению неограниченной подводной войны в отношении атак пассажирских лайнеров, данное после потопления лайнера «Арабик» 19 августа 1915 года. Союзниками по Антанте за потопление «Персии» Валентинер был объявлен военным преступником.
14 мая 1916 года Валентинер награждён рыцарским крестом ордена Дома Гогенцоллернов с мечами.
15 сентября 1917 года Валентинер уехал из Каттаро в Киль, где и 22 сентября принял командование новым подводным крейсером «U-157», которым командовал до 20 июля 1918 года. На «U-157» Валентинер совершил самый длительный поход на подводной лодке в Первой мировой войне, который длился в общей сложности 139 дней с 27 ноября 1917 года по 15 апреля 1918 года. Во время этого похода были потоплены семь судов с общим тоннажем около 10000 тонн. Летом 1918 года Валентинера перевели в военно-морское училище в Киле в качестве инструктора.
Валентинер потопил в общей сложности 142 судна общим тоннажем более 300 000 тонн, что сделало его одним из самых успешных командиров подводных лодок в истории.

## Межвоенный период
Валентинер был обвинен в «жестоком и бесчеловечном обращении с экипажами» в пятнадцати различных инцидентах с участием французских, британских и итальянских судов. Союзники требовали экстрадиции всех военных преступников, большинство из которых просто тихо подали в отставку и на некоторое время исчезли, включая Валентинера.
Валентинер приобрёл новый паспорт на имя Карла Шмидта и затем уехал в Восточную Пруссию, где жил в имении, которым управлял его отец. В конце концов он потерял терпение и после подписания Версальского договора, в соответствии с которым все немецкие подводные лодки уничтожены, вернулся в Киль. После производства в корветтенкапитаны Валентинер был освобожден от службы.
Валентинер основал небольшую компанию в Киле по торговле двигателями и запчастями. Позже он стал судовладельцем, а также работал на Drägerwerke AG в Любеке и Adeltwerke AG в Эберсвальде.
1 сентября 1934 года Валентинер был восстановлен в военно-морском флоте в прежнем звании и первоначально служил в Главном морском управлении министерства рейхсвера. С 1 июня 1935 года служил в Статистическом управлении Главного командования военно-морского флота.

## Вторая мировая война
С января 1940 года до марта 1945 года Валентинер занимал должность начальника комиссии по приёмке подводных лодок (нем. U-Boots-Abnahmekommission) в Киле и Данциге. 1 января 1941 года он был произведён в капитаны-цур-зее. 31 марта 1945 года уволен со службы.

## Награды
- Медаль за спасение в 1902 году.
- Орден Короны 4 класса в 1911 году.
- Железный крест (1914) 2 и 1 классов.
- Рыцарский крест ордена Дома Гогенцоллернов с мечами 14 мая 1916 года.
- Pour le Mérite 26 декабря 1916 года.